# Antonín Leopold Dvořák
Antonín Leopold Dvořák, češki skladatelj, * 8. september 1841, Nelahozeves pri Pragi, Češka, † 1. maj 1904, Praga, Češka.
Dvořák je poleg Bedřicha Smetane in Leoša Janačka najpomembnejši predstavnik češke glasbene romantike.

## Življenje
Skladatelj se je rodil kot prvi od osmih otrok vaškega mesarja in gostilničarja. Imel je srečo, da so njegovi starši zgodaj spoznali njegov talent in ga podpirali. Prvi pouk glasbe je prejel v sosednjem mestu Zlonice od vaškega organista in od zborovodje, nato je odšel v Češke Kamenice in nazadnje v orgelsko šolo v Prago. Preživljal se je kot organist, z igranjem viole v opernem orkestru, ki ga je vodil Bedřich Smetana in s poučevanjem glasbe po meščanskih hišah. V tem obdobju je poučeval klavir, med drugimi tudi hčerama praškega zlatarja Čermaka. Z Ano se je kasneje oženil, z Josefino pa sta bila vse življenje dobra prijatelja. Kljub skromnim razmeram je vztrajno ustvarjal, saj je kot zaveden Čeh želel dokazati svetu, da tudi češka glasba lahko rodi velika umetniška dela.
Po letu 1871 je zapustil orkester in postal poklicni skladatelj. Prvi večji uspeh je doživel leta 1873 s kantato hymnom na Halkove, Dědičy Bílé Hory. Tega leta se je tudi poročil. Leta 1874 je dobil mesečno plačo avstrijske vlade.
Leta 1890 je postal profesor kompozicije na konservatoriju v Pragi, kjer je z izjemo svojega bivanja v »Novem svetu« med letoma 1892 in 1895 ostal do smrti. Na tem mestu je zaslovel kot zahteven in strog učitelj. Od svojih študentov je zahteval trdo delo (imel je navado reči »Če tega ne zmorete, potem niste skladatelj«) in obvladovanje glasbenih oblik, pa tudi domišljijo in zmožnost oblikovanja izvirnih glasbenih idej (govoril je: »Zdi se mi, da sem to že nekje slišal, premislite še enkrat, tako kot moramo premišljevati vsi drugi!«). V Pragi je vzgojil Vitezslava Novaka, Josefa Suka in Oskarja Nedbala. Leta 1892 je odpotoval v New York, kjer je vodil Narodni glasbeni konservatorij. V New Yorku je poučeval Rubina Goldmarka, ki je bil kasneje profesor Aarona Coplanda in Georga Gershwina, ter Harrya Rowa Shelleya, ki je bil mentor Charlesu Ivesu.
Leta 1901 je postal vodja praškega konservatorija. V tem obdobju je bil že precej izčrpan in prizadet od smrti dragih prijateljev, predvsem Brahmsa leta 1897. Po drugi strani je bil v zadnjih letih življenja priznan in čaščen kot največji češki skladatelj in eden od simbolov rastoče češke nacionalne samozavesti. Umrl je v Pragi leta 1904 in bil pokopan na Višegrajskem pokopališču. Za seboj je pustil številna nedokončana dela.

## Delo
Prvič je vzbudil pozornost z opero Kralj in oglar in z domovinsko kantato Dediči Bele gore, do preobrata v njegovi karieri pa je prišlo po letu 1874. Tedaj je pridobil avstrijsko državno štipendijo in vzbudil pozornost slavnega Johannesa Brahmsa, ki ga je priporočil svojemu založniku Simrocku. Ta je leta 1878 izdal Slovanske plese v verziji za klavir štiriročno ter Moravske duete za dva soprana in klavir. Dvořak je čez noč zaslovel. Plese in duete so igrali in peli po salonih v vsej Srednji Evropi, orkestrirano različico Slovanskih plesov so izvedli orkestri v Berlinu, Budimpešti, na Dunaju in v Baltimoru in polagoma so se njegove slave začeli zavedati tudi v domovini. V osemdesetih letih 19. stoletja je njegova priljubljenost vztrajno rasla, pridobil si je prijatelje v Angliji, kjer glasbeno občinstvo ni bilo obremenjeno s srednjeevropskimi nacionalno-kulturnimi zdrahami in predsodki do Slovanov, ki so preprečevali, da bi Dvořak v polni meri uspel na Dunaju in v Berlinu.
Dvořák se je zanimal tudi za gledališče in se trudil za razvoj narodnega opernega repertoarja. Leta 1876 je napisal Stabat Mater, ob smrti starejšega sina pa Koncert v G-molu, op. 33, ki pa ni bil uspešen.
Skladatelj je napisal devet simfonij, ki so bile napisane v duhu nacionalne glasbe. Prvi dve je končal leta 1865, tretjo 1873. V njih prevladuje nemški stil. Naslednje tri so ljudsko obarvane in so nastajale do leta 1883. Sedma je naslata v letih 1884–1885 in bolj dramatična, Osma simfonija pa spet bolj vedra. Leta 1893 je napisal 9. simfonijo v E-molu imenovano Iz nového svĕta, v kateri je povzel ameriške melodije tedanjega časa. Napisal je tudi kantato v čast ameriški zastavi.
V svojem zadnjem umetniškem obdobju (1898–1904) se je osredotočil predvsem na opero. Ustvaril nekaj svojih najboljših opernih del, kot so Vrag in Ktra (1898–1899), Rusalka (1900) in Armida (1902/3).
Med njegova najbolj slavna dela sodijo opera Rusalka, Koncert za violončelo in orkester op. 104, Simfonija št. 9 »Iz novega sveta«, Violinski koncert, Rekvijem in Stabat Mater.
Glavni založniki Dvořákovih skladb so bili: Novelly v Londonu, Simrock v Berlinu in Fr. A. Urbanek, prvi češki glasbeni založnik.

### Opere (izbor)
Skladatelj je napisal deset oper, a slavo mu je prinesla edinole opera Rusalka. Nekatere druge opere so:
- Alfred (1870)
- Kralj in oglar (1898–1899)
- Vrag in Katra (1900)
- Armida (1902/3).

### Instrumentalna dela
- 9 simfonij
- 5 simfoničnih poem (Zlati kolovrat, Divji golob)
- 4 koncerti (za violončelo in klavir)
- 6 uvertur
- kvartet, trio
- 2 zbirki slovanskih plesov za orkester

### Instrumentalno-vokalna dela
- 10 oper
- 5 kantat
- maša v D-duru
- zborovske pesmi